# چهارشش‌داران
چهارشُش‌داران (انگلیسی: Tetrapulmonata) نام یک کلاد از عنکبوتیان است. این کلاد دربرگیرنده راسته‌های زنده عقرب‌های شلاقی، عنکبوت شلاقی، عقرب‌های شلاقی دم‌کوتاه و عنکبوت شاخه بندپایان است.